# Klaus Ludwig (1938–2020)
Klaus Ludwig (ur. 1 października 1938, zm. 1 sierpnia 2020) – niemiecki kierowca wyścigowy.

## Życiorys
W 1972 roku zakupił od Helgi Heinrich Melkusa RS 1000. Na jego podstawie w latach 1973–1974 zbudował samochód typu spyder. W mistrzostwach NRD tym pojazdem Ludwig zadebiutował jeszcze w 1973 roku, a rok później wygrał pierwszy wyścig – na torze Bautzener Autobahnring. W 1975 roku zawodnik został mistrzem NRD w klasie B5. Rok później rozpoczął starty samochodem typu formuła marki SEG. W sezonie 1977 zajął piąte miejsce w klasie B5 oraz szóste w klasie LK II Formuły Easter. Od roku 1979 ścigał się MT 77. Ludwig zajął wówczas szóste miejsce w klasie LK II. W sezonie 1980 wygrał dwa wyścigi i został mistrzem LK II, dzięki czemu awansował do klasy pierwszej (LK I). W 1982 roku został powołany do reprezentacji NRD na Puchar Pokoju i Przyjaźni. W 1984 roku zakończył karierę.

## Wyniki
| Legenda oznaczeń w tabelach wyników Wyświetl szablon na nowej stronie | Legenda oznaczeń w tabelach wyników Wyświetl szablon na nowej stronie                                                                     |
| Oznaczenie                                                            | Wyjaśnienie |
| --------------------------------------------------------------------- | --- |
| Złoty                                                                 | Zwycięzca lub mistrzostwo |
| Srebrny                                                               | 2. miejsce lub wicemistrzostwo |
| Brązowy                                                               | 3. miejsce lub II wicemistrzostwo |
| Zielony                                                               | Ukończył, punktował (w klasyfikacji generalnej, gdy zdobył co najmniej jeden punkt na przestrzeni sezonu, poza trzema powyższymi opcjami) |
| Niebieski                                                             | Ukończył, nie punktował (w klasyfikacji generalnej, gdy nie zdobył co najmniej jednego punktu na przestrzeni sezonu)                      |
| Czerwony                                                              | Nie zakwalifikował się (NZ) |
| Czerwony                                                              | Nie prekwalifikował się (NPK) |
| Różowy                                                                | Nie ukończył (NU) |
| Różowy                                                                | Niesklasyfikowany (NS) (w klasyfikacji generalnej, gdy nie został sklasyfikowany w żadnym wyścigu sezonu)                                 |
| Czarny                                                                | Zdyskwalifikowany (DK) |
| Czarny                                                                | Wykluczony (WYK/EX) |
| Biały                                                                 | Nie wystartował (NW) |
| Biały                                                                 | Kontuzjowany (K/INJ) |
| Biały                                                                 | Wyścig odwołany (OD/C) |
| Bez koloru                                                            | Został wycofany (WYC/WD) |
| Bez koloru                                                            | Nie przybył (NP/DNA) |
| Bez koloru                                                            | Nie brał udziału w treningach (NT/DNP) |
| Bez koloru                                                            | Nie został zgłoszony (–) |
| Pogrubienie                                                           | Start z pole position |
| Kursywa                                                               | Najszybsze okrążenie wyścigu |
| †                                                                     | Nie ukończył, ale jego rezultat został zaliczony ze względu na przejechanie więcej niż 90% dystansu wyścigu.                              |
| *                                                                     | Sezon w trakcie |
| 1/2/3                                                                 | Punktowana pozycja w sprincie kwalifikacyjnym                                                                                             |
| Lista systemów punktacji Formuły 1                                    | |

### Puchar Pokoju i Przyjaźni
| Rok  | Samochód | Silnik | Wyniki w poszczególnych eliminacjach | Wyniki w poszczególnych eliminacjach | Wyniki w poszczególnych eliminacjach | Wyniki w poszczególnych eliminacjach | Wyniki w poszczególnych eliminacjach | Pkt. | Msc. |
| ---- | -------- | ------ | ------------------------------------ | ------------------------------------ | ------------------------------------ | ------------------------------------ | ------------------------------------ | ---- | ---- |
| 1982 |          |        | Polska                               |                                      |                                      | Czechosłowacja                       |                                      | 32   | 33   |
| 1982 | MT 77    | Łada   | -                                    | -                                    | 13                                   | WD                                   | -                                    | 32   | 33   |
| 1983 |          |        |                                      | Czechosłowacja                       |                                      | Polska                               |                                      | 0    | NS   |
| 1983 | MT 77    | Łada   | -                                    | -                                    | NU                                   | -                                    | -                                    | 0    | NS   |